# Adam Strzałka
Adam Strzałka herbu Ostoja – poborca podatków księstwa oświęcimskiego i zatorskiego na sejmikach zatorskich 28 sierpnia 1627 roku i 7 sierpnia 1628 roku.
Był uczestnikiem popisu pospolitego ruszenia księstwa oświęcimskiego i zatorskiego pod Lwowem w październiku 1621 roku. Obecny na sejmiku zatorskim 15 września 1625 roku.